# Sankt Georgen am Reith
Sankt Georgen am Reith è un comune austriaco di 599 abitanti nel distretto di Amstetten, in Bassa Austria.